# Orthosia sieversi
Orthosia sieversi là một loài bướm đêm trong họ Noctuidae.